# Всероссийский научно-исследовательский институт селекции плодовых культур
Федеральное государственное бюджетное научное учреждение "Всероссийский научно-исследовательский институт селекции плодовых культур" (ФГБНУ ВНИИСПК). До 29 июля 2014 года именовался Государственное научное учреждение «Всероссийский научно-исследовательский институт селекции плодовых культур» Российской академии сельскохозяйственных наук (ГНУ ВНИИСПК Россельхозакадемии) — научное учреждение Российской академии сельскохозяйственных наук — старейшее помологическое и садоводческое учреждение России. Официальное название на английском языке Russian Research Institute of Fruit Crop Breeding (VNIISPK).

## История
История основания института неразрывно связана с именем графа Павла Дмитриевича Кисёлева, Министра государственных имуществ Российской империи в правительстве императора Николая I. По воспоминаниям современников, граф с особенной любовью относился к искусственному разведению деревьев.
В 1842 году выходит положение о садовых заведениях, в котором предусматривалось создание казённых древесных питомников. 15 сентября 1843 года Третий Департамент Министерства государственных имуществ, на основании приказа П. Д. Киселёва, издал предписание за № 12506 с предложением основать в Орловской губернии древесный питомник или казённый сад.
Целями создания питомника обозначались развитие садоводства у государственных крестьян, акклиматизация и распространение полезных плодовых, ягодных, декоративных и овощных культур. До наших дней дошло письмо от 26 марта 1845 года на имя управляющего Орловской палатой государственных имуществ:

На основании приказания его сиятельства господина Министра, сообщенного Вам в предложении от 31 августа прошлого года № 12089, препровождаю при сем составленный в Департаменте чертеж на устройство при Орловском древесном питомнике дома для садовника, флигеля для рабочих и парников
Орловский древесный питомник, площадью 15 десятин был устроен на южной окраине Орла, на берегу Оки. 28 апреля 1845 года состоялось его официальное открытие. Этот день поныне ежегодно отмечается как день рождения института.
Организация питомника благотворно сказалась на развитии садоводства в Орловской губернии. Так, в отчете за 1853 год отмечалось, что с момента основания питомника число садов вблизи города Орла возросло в 10 раз. В 1847 году при питомнике была создана школа садоводства, в которую принимали на учебу юношей 15—17 лет из числа крестьянских детей Орловской и Курской губерний. Выпускников обычно приглашали на работу в дворянские усадьбы. C конца 80-х годов XIX века при питомнике организованы курсы плодоводства для учителей общеобразовательных школ. С 1887 года на базе питомника начато производство плодовых и ягодных вин.
С 1896 года начинается изучение и акклиматизация канадских и северо-американских сортов яблони.
В 1922 году на базе питомника создается Орловский помологический рассадник. К этому времени площадь хозяйства составляла около 30 га, в том числе плодовый питомник — 6,6 га, фруктовый сад — 2,3 га, дендрологическое отделение — 1,8 га, парк — 2 га, вишневый сад, пасека и постройки — 2,3 га, огород — 2,6 га. В этом же году площадь хозяйства была расширена ещё на 21 гектар.
В 1930 году на базе рассадника создается совхоз № 13 Садвинтреста. В 1933 году на базе совхоза создается Орловский опорный пункт Всероссийского НИИ садоводства им. Мичурина И. В., в 1934 году он преобразовывается в расширенный опорный пункт по садоводству.
С 1937 года начинают налаживаться контакты с зарубежными научными организациями, в частности, с Бруклинским плодовым питомником, расположенном в штате Южная Дакота (США) и его основателем и руководителем, профессором Карлом А. Гансеном.
В 1947 году расширенный опорный пункт преобразуется в Орловскую плодово-ягодную опытную станцию. С 1977 года станция становится зональной. В июне 1990 года на базе станции создан Научно-исследовательский институт селекции и сорторазведения плодовых культур. В 1992 году он преобразовывается во Всероссийский научно-исследовательский институт селекции плодовых культур (ВНИИСПК), который функционирует до настоящего времени.

## Связанные персоналии
- Стеллинг Фридрих Эмилий Корнелий (1846—1868 гг. — заведующий Орловским древесным питомником);
- Третьяков Петр Григорьевич (1868—1910 гг. — заведующий древесным питомником);
- Ферхмин Фридрих Робертович (1910—1923 гг. — управляющий древесным питомником);
- Солдаткин И. И. (1930—1933 гг. — директор помологического рассадника);
- Алексеев Николай Николаевич (1933—1935 гг. — заведующий опорным пунктом НИИ садоводства им. И. В. Мичурина);
- Красоцкий Александр Викентьевич (1935—1939 гг. — директор расширенного опорного пункта НИИ садоводства им. И. В. Мичурина);
- Кудрявцев Петр Сергеевич (1939—1940 гг. — директор опорного пункта);
- Смирнов Алексей Георгиевич (1940—1941 гг. — директор опорного пункта);
- Кузина Марфа Никаноровна (1943—1944 гг. — директор опорного пункта);
- Терентьев Степан Терентьевич (1944—1946 гг. — директор опорного пункта);
- Стажаров Иван Иванович (1946—1953 гг. — директор Орловской плодово-ягодной станции);
- Мятковский Олег Николаевич (1953—1955 гг. — директор Орловской плодово-ягодной станции);
- Колесникова Аделина Фроловна (1955—1956 гг. — директор Орловской плодово-ягодной станции);
- Морозов Александр Васильевич (1956—1965 гг. — директор Орловской плодово-ягодной опытной станции);
- Осипов Юрий Викторович — руководил учреждением с 1965 по 1991 год (Орловская плодово-ягодная опытная станция, Орловская зональная плодово-ягодная станция, НИИ селекции и сорторазведения плодовых культур);
- Строев Егор Семёнович (р. 1937) — бывший губернатор Орловской области и Председатель Совета Федерации России, в 1991—1993 годах директор института, академик Российской академии наук;
- Кузнецов Михаил Николаевич (2001—2011 гг. — директор ВНИИСПК);
- Седов Евгений Николаевич (р. 1930) — российский селекционер, академик Российской академии наук, почетный гражданин Орловской области[4].